# 霍什特卡
霍什特卡是捷克的城鎮，位於該國西北部易北河右岸，距離拉貝河畔烏斯季29公里，由烏斯季州負責管轄，面積18.79平方公里，海拔高度184米，2007年人口1,611。

## 外部連結
- Municipal website （页面存档备份，存于）